# Хрисогон Никејски
Свети мученик Хрисогон (лат. Chrysogonus) је хришћански светитељ. Био је учитељ свете великомученице Анастасије Узорешителнице. Пострадао у Никеји за време владавине цара Диоклецијана.
Српска православна црква слави га 22. децембра по црквеном, а 4. јануара по грегоријанском календару. Римокатоличка црква га слави 24. новембра.